# NGC 1108
NGC 1108 est une galaxie lenticulaire relativement éloignée et située dans la constellation de l'Éridan. NGC 1108 a été découverte par l'astronome américain Lewis Swift en 1886.

## Caractéristiques
Sa vitesse par rapport au fond diffus cosmologique est de 9 086 ± 15 km/s, ce qui correspond à une distance de Hubble de 134,0 ± 9,4 Mpc (∼437 millions d'al).
À ce jour, deux mesures non basées sur le décalage vers le rouge (redshift) donnent une distance de 128,500 ± 2,121 Mpc (∼419 millions d'al), ce qui est à l'intérieur des valeurs de la distance de Hubble.